# Hucisko (Sucha)
Pour les articles homonymes, voir Hucisko.
Hucisko est une localité polonaise de la gmina de Stryszawa, située dans le powiat de Sucha en voïvodie de Petite-Pologne.